# Jodhpur boot
Jodhpur boots er en ankelstøvle eller Chelsea boot der er designet som en ridestøvle med en rundet tå og en lav hæl. De blev oprindeligt fæstnet med en strop og et spænde, men i dag dække termen også designs med stropper, der ikke går hele vejen rundt om anklen, og har en elastik i siden, hvilket kendes som Chelsea boots. De er tæt beslægtet med designet i paddock boots, særligt hvis de har snørebånd foran.

## Historie
Jodhpur boots stammer fra Indien i 1920'erne, hvor de blev båret af lokale poloryttere. Støvlen blev populært i den vestlige verden, og Saks Fifth Avenue begyndte at sælge dem allerede i 1927. Modemagasinet Vogue havde en artikel om tøvlen dette år, hvor der stor at jodhpurs var "(k)orrekte i alle detaljer til sommershows" og var lavet til at komplimenteres med en swagger stick og handsker.